# The Devil's Brother
The Devil's Brother é um filme de comédia produzido nos Estados Unidos e lançado em 1933.